# Ostojnica
Ostojnica – główna podłużna część ostoi. Mianem ostojnic nazywamy dwie główne podłużne belki (profile stalowe lub drewniane, lub ich zespół) przenoszące większość obciążeń pionowych i podłużnych działających na ostoję.
W wagonach 2 i 3 osiowych starszej budowy do ostojnic przymocowane są widły maźnicze lub inne elementy prowadzące zestawy kołowe.
W lokomotywach o budowie ostojnicowej ostojnice mają wykroje maźnicze odpowiednio do liczby osi prowadzonych w ostoi.
W przypadku wózków zwrotnych mianem ostojnic nazywamy główne podłużne belki ostoi wózka. Podobnie jak w przypadku ostojnic lokomotyw i wagonów, do ostojnic przymocowane są elementy prowadzące zestawy kołowe.